# العلاقات المجرية البوتانية
العلاقات المجرية البوتانية هي العلاقات الثنائية التي تجمع بين المجر وبوتان.

## مقارنة بين البلدين
هذه مقارنة عامة ومرجعية للدولتين:
| وجه المقارنة                                              | المجر                                                       | بوتان          |
| --------------------------------------------------------- | ----------------------------------------------------------- | -------------- |
| المساحة (كم2)                                             | 93.04 ألف                                                   | 38.39 ألف      |
| عدد السكان (نسمة)                                         | 9.78 مليون                                                  | 807.61 ألف     |
| الكثافة السكانية (ن./كم²)                                 | 105.12                                                      | 21.04          |
| العاصمة                                                   | بودابست                                                     | تيمفو          |
| اللغة الرسمية                                             | لغة مجرية                                                   | لغة دزونكا     |
| العملة                                                    | فورنت مجري                                                  | نغولترم بوتاني |
| الناتج المحلي الإجمالي (بليون دولار)                      | 139.14 مليار                                                | 2.51 مليار     |
| الناتج المحلي الإجمالي (تعادل القوة الشرائية) بليون دولار | 260.42 مليار                                                | 6.49 مليار     |
| الناتج المحلي الإجمالي الاسمي للفرد دولار أمريكي          | 12.36 ألف                                                   | 2.66 ألف       |
| الناتج المحلي الإجمالي للفرد دولار أمريكي                 | 25.07 ألف                                                   | 7.82 ألف       |
| مؤشر التنمية البشرية                                      | 0.828                                                       | 0.605          |
| رمز المكالمات الدولي                                      | +36                                                         | +975           |
| رمز الإنترنت                                              | .hu                                                         | .bt            |
| المنطقة الزمنية                                           | ت ع م+01:00، ت ع م+02:00، أوروبا/بودابست ‏، توقيت وسط أوروبا | ت ع م+06:00    |

## منظمات دولية مشتركة
يشترك البلدان في عضوية مجموعة من المنظمات الدولية، منها:
| علم المنظمة | اسم المنظمة                        | تاريخ انضمام المجر | تاريخ انضمام بوتان |
| ----------- | ---------------------------------- | ------------------ | ------------------ |
|             | مؤسسة التنمية الدولية              | 29 أبريل 1985      | 28 سبتمبر 1981     |
|             | يونسكو                             | 14 سبتمبر 1948     | 13 أبريل 1982      |
|             | وكالة ضمان الاستثمار متعدد الأطراف | 21 أبريل 1988      | 21 أكتوبر 2014     |
|             | الأمم المتحدة                      | 14 ديسمبر 1955     | 21 سبتمبر 1971     |
|             | الاتحاد البريدي العالمي            | ?                  | ?                  |
|             | البنك الدولي للإنشاء والتعمير      | 7 يوليو 1982       | 28 سبتمبر 1981     |
|             | الاتحاد الدولي للاتصالات           | 1866               | 15 سبتمبر 1988     |
|             | منظمة حظر الأسلحة الكيميائية       | ?                  | ?                  |
|             | مؤسسة التمويل الدولية              | 29 أبريل 1985      | 1 ديسمبر 2003      |
|             | منظمة الشرطة الجنائية الدولية      | ?                  | ?                  |

## وصلات خارجية
- موقع وزارة الخارجية المجرية
- موقع وزارة الخارجية البوتانية